# 李東 (隆慶進士)
李東（1541年—？），字啓元，號金嵩，雲南大理府太和縣人，民籍，明朝政治人物。

## 生平
雲南鄉試第十名舉人。隆慶五年（1571年）中式辛未科三甲第一百四十名進士。刑部觀政，授成都知县，萬曆三年（1575年）选授福建道御史，丁憂歸。八年复除江西道御史，差巡按广西，终养歸。萬曆二十一年（1593年）复除江西道，二十二年六月升南京光禄寺少卿，养病。

## 家族
曾祖李俊信；祖父李敦，壽官；父李尚明，壽官。母何氏；繼母楊氏。